# Batalla de Kirkuk (2017)
La batalla de Kirkuk, también llamada crisis de Kirkuk, fue un conflicto militar que se disputó entre el 15 y el 20 de octubre de 2017 entre el gobierno federal de la República de Irak y la región separatista del Kurdistán iraquí, dando como resultado una victoria primordial a las primeros, la batalla fue el inicio de la campaña de intervención militar al norte de Irak por parte de las tropas gubernamentales en el marco de la guerra civil iraquí.
Tras el referéndum de independencia celebrado —pero no reconocido por el gobierno central— por el Gobierno Regional del Kurdistán, el Gobierno Federal de Irak decidió retomar los territorios conquistados por el gobierno autónomo kurdo fuera de la región del Kurdistán iraquí que por tratado pertenecía al gobierno federal pero que a raíz del surgimiento de Estado Islámico este se vio obligado a retroceder y posteriormente sería controlado por el gobierno kurdo. La ciudad más importante, debido a sus reservas de petróleo era Kirkuk, por lo que se esperaba una resistencia feroz. La batalla duró 5 días y terminó con la victoria del ejército iraquí.
Como resultado de esta derrota kurda, su presidente Masoud Barzani dimitió.